# 박종윤 (아나운서)
박종윤(1985년 10월 23일 ~ )은 대한민국의 아나운서, 인터넷 방송인이다. 팟캐스트 히든풋볼과 주책남들의 진행자이며, 아프리카TV의 BJ이자 이스타TV 채널을 운영하는 유튜버이다. 이주헌과 함께 랩추종윤의 공동 대표를 맡고 있다.

## 학력
- 부천남중학교
- 부천고등학교
- 인하대학교 경영학[1]

## 병역
- 경찰청 의무경찰 수경 만기전역[2]

## 경력
- 춘천MBC 리포터
- 남인천방송 아나운서
- TBS 축구캐스터
- SPOTV 캐스터
- 한국프로축구연맹 캐스터

1. ↑  05학번, 2013년 졸업
2. ↑  서울 양천경찰서 07군번